# Кущівник-чубань східний
Кущівни́к-чуба́нь східний (Frederickena viridis) — вид горобцеподібних птахів родини сорокушових (Thamnophilidae). Мешкає в Південній Америці.

## Опис
Довжина птаха становить 19-20 см, вага 65-75 г. Самці мають переважно чорнувато-сіре забарвлення, голова і груди у них чорні, хвіст легко поцяткований білими смужками. На голові помітний чуб, який може ставати дибки. Райдужки червоні, дзьоб міцний, гачкуватий. У самиць голова, чуб, спина і крила рудувато-коричневі, скроні, живіт і хвіст чорнувато-коричневі, сильно поцятковані блідо-піщаними або білими смугами, боки рудуваті.

## Поширення і екологія
Східні кущівники-чубані мешкають на південному сході Венесуели (Болівар), в Гаяні, Суринамі і Французькій Гвіані та на північному сході Бразилії (на південь до Амазонки, на захід до гирла Ріу-Негру). Вони живуть в чагарниковому підліску вологих і сухих рівнинних тропічних лісів, на узліссях і галявинах. Зустрічаються поодинці або парами, на висоті до 700 м над рівнем моря. Живляться комахами та іншими безхребетними, яких шукають серед опалого листя або в гнилій деревині. В Суринамі сезон розмноження триває з березня по жовтень. Гніздо чашоподібне, розміщується в чагарниках. В кладці 2 кремово-білих яйця, поцяткованих пурпуровими плямками.